# A Loss for Words
Gli A Loss for Words sono un gruppo musicale pop punk statunitense formatosi a Boston nel 2005. Dopo aver pubblicato alcune cover e due EP, la band ha debuttato ufficialmente nel 2009 con il suo primo album in studio The Kids Can't Lose, seguito nel 2011 da No Sanctuary.

## Formazione

### Formazione attuale
- Matty Arsenault – voce
- Mike Adams – basso, voce secondaria
- Nevada Smith – chitarra
- Marc Dangora – chitarra
- Christian Mullen – batteria

### Ex componenti
- Danny Poulin – chitarra, voce secondaria
- Jack McHugh – batteria
- Lee Preston – batteria
- Stephen Delany – batteria
- Evan Cordeiro – batteria
- Brandon Burke – basso

## Discografia

### Album in studio
- 2009 – The Kids Can't Lose
- 2011 – No Sanctuary

### EP
- 2005 – These Past Five Years
- 2008 – Webster Lake
- 2010 – Motown Classics
- 2012 – Returning to Webster Lake

### Split
- 2007 – Rock Vegas Split Series Volume II (con i They Sleep They Dream from New York)
- 2011 – Split (con i Such Gold)